# 木島章
木島 章（きじま あきら、1962年 - ）は、日本の詩人。日本現代詩人会、詩人会議、横浜詩人会、大正イマジュリィ学会各会員。個人詩誌「エガリテ」発行（休刊中）。
詩誌「コールサック」「ＳＰＡＣＥ」などに参加。

## 来歴
- 1962年9月、横浜生まれ。
- 多摩美術大学で現代美術を専攻。在学中より広告制作の仕事に携わり、以後コピーライターとなる。
- 1992〜1994年、フランスのリヨンに遊学。帰国後コピーライターに復職。
- 2014年、長年従事した広告業界を離れ、民主団体の事務局に入局。社会運動にたずさわる。
- 2019年4月から民主団体の事務局から広告業界に戻り、コピーライターに復職。

## 書籍
単著
- 2013年第一詩集『点描画』(コールサック社）

アンソロジー
- 2011年『命が危ない 311人詩集 ―いま共にふみだすために―』(コールサック社）
- 2012年『脱原発・自然エネルギー218人詩集』（日本語・英語 合体版）(コールサック社）
- 2014年『水・空気・食物 300人詩集 ― 子どもたちへ残せるもの』(コールサック社）